# Jesus Molina (pianiste)
Cet article concerne le pianiste de jazz. Pour le footballeur mexicain, voir Jesús Molina.
Pour les articles homonymes, voir Molina.
Jesus Javier Molina Acosta, né le 1er juin 1996 à Sincelejo en Colombie, est un pianiste de jazz, chanteur, saxophoniste et multi-instrumentiste Colombie. Il est caractérisé par son approche éclectique du jazz contemporain.

## Biographie

### Jeunesse et formation
Jesus Molina commence la musique en jouant du saxophone à l'âge de 12 ans, avant de se tourner vers le piano à 15 ans. En 2016, il obtient la bourse Juan Luis Guerra décernée par la Latin Grammy Cultural Foundation, qui lui permet d’intégrer le Berklee College of Music à Boston.

### Carrière musicale
Depuis ses débuts, Molina collabore avec des artistes tels que Arturo Sandoval, John Patitucci, Mike Stern, Dave Weckl, Randy Brecker, Juan Luis Guerra, Jordan Rudess et Cory Henry. Il se produit sur des scènes internationales, comme le NAMM Show, le Tribeca Performing Arts Center, le Java Jazz Festival et le John Coltrane International Jazz and Blues Festival,.
En 2018, sa performance au NAMM Show en partenariat avec Nord Keyboards devient virale et marque un tournant dans sa carrière.

## Style musical
Le style de Jesus Molina est influencé par des figures du jazz comme Oscar Peterson, Chick Corea, Art Tatum, Erroll Garner et Bill Evans. Il fusionne jazz, musique latine, colombienne, moyen-orientale et indienne.

## Discographie

### Albums studio
- Por un Sueño (2015)
- For You (2017)
- Departing (2020)
- Agape (2022)
- Cello Stories (2022)
- Selah (2024)[5]

### Collaborations et singles
- A Vivir avec Jesus Adrian Romero (2022)
- Tu Noche (2023)
- Quiero (2023)
- Quintuplets (2024)
- Pichi (2024)[5]